# Samuel Kounev
Samuel Kounev (* 1. Juni 1976 in Sofia) ist ein deutsch-bulgarischer Informatiker und Hochschullehrer. Er ist Inhaber des Lehrstuhls für Software-Engineering am Institut für Informatik der Julius-Maximilians-Universität Würzburg.

## Leben
Samuel Kounev studierte Mathematik und Informatik an der Universität Sofia und schloss sein Studium 1999 als Jahrgangsbester ab. Im Jahr 2000 absolvierte er seinen Wehrdienst in Wratza (Bulgarien). Von 2001 bis 2005 promovierte Kounev zum Dr.-Ing. mit Auszeichnung an der Technischen Universität Darmstadt. Für seine Dissertation erhielt er den Preis für hervorragende wissenschaftliche Leistungen von der Vereinigung von Freunden der Technischen Universität zu Darmstadt e.V. Danach war er bis 2008 PostDoc-Research-Fellow an der University of Cambridge in Großbritannien; gefördert durch ein Forschungsstipendium von der Deutschen Forschungsgemeinschaft. Im Frühjahr 2006 und Sommer 2007 war er Gastprofessor an der Universitat Politècnica de Catalunya in Barcelona (Spanien). Mit einem Rückkehrstipendium der DFG ging Kounev an das Karlsruher Institut für Technologie.
Im Jahr 2009 wurde Kounev in das Emmy-Noether-Programm der DFG aufgenommen und leitete bis 2014 die Nachwuchsgruppe „Descartes“ am Karlsruher Institut für Technologie.
Neben seiner Tätigkeit als Emmy-Noether-Gruppenleiter am KIT leitete Kounev von 2010 bis 2015 als wissenschaftlicher Koordinator die von der EU finanzierte Graduiertenschule – Marie Curie Initial Training Network (ITN) RELATE – in deren Rahmen 29 Doktoranden und Postdoktoranden aus fünf verschiedenen Ländern ausgebildet wurden.
Seit dem 1. April 2014 ist Samuel Kounev Professor und Inhaber des Lehrstuhls für Informatik II (Software-Engineering) an der Universität Würzburg.

## Forschungsschwerpunkte
Kounev forscht auf dem Gebiet des Software-Engineering, mit Fokus auf verteilten Systemen (Cloud-basierte Systeme, Cyber-Physische Systeme, Internet der Dinge und Industrie 4.0 Anwendungen). Seine Forschung zielt auf neue Ansätze zur ingenieurmäßigen Entwicklung sicherer, verlässlicher und effizienter Softwaresysteme ab. Das Ziel dieser Ansätze ist es, die Systeme in die Lage zu versetzen, Änderungen in ihrer Umgebung automatisch zu registrieren und die Auswirkung solcher Änderungen auf ihr Verhalten vorherzusagen. Die Systeme sollen sich dann automatisch anpassen. Zudem forscht Kounev im Entwurf, der Analyse und dem Benchmarking von Softwaresystemen, der Virtualisierung von IT-Infrastrukturen und im Bereich des maschinellen Lernens und der prädiktiven Datenanalyse.
Kounevs Forschung wirkt u. a. in den Bereichen des Systems-Benchmarking und des Self-Aware-Computing, die er als Forscher mitgeprägt hat:
- Textbook on "Systems Benchmarking–For Scientists and Engineers" (Springer, 2020).[4]
- Book on "Self-Aware Computing Systems" (Springer, 2017).[5]
- Dagstuhl Seminar 15041 on "Model-driven Algorithms and Architectures for Self-Aware Computing Systems" (18.–23. Januar 2015).[6]

## Weitere Funktionen
Kounev ist Gründer und gewählter Vorsitzender der SPEC-Research-Group, ein Verband innerhalb der Standard Performance Evaluation Corporation (SPEC) – das weltweit größte Benchmark-Standardisierungskonsortium im Bereich der IT. Die SPEC-Research-Group beschäftigt sich mit der Entwicklung von standardisierten Verfahren und Werkzeugen zur Messung, Analyse und Bewertung von Computer-Systemen.
Er ist Mitbegründer der ACM/SPEC International Conference on Performance Engineering (ICPE), die erste gemeinsame Veranstaltung von ACM und SPEC. Kounev hat die Rolle des Vorsitzenden des Leitungsgremiums (Steering Committee) von ICPE. Seit 2016 ist er Vorsitzender des Leitungsgremiums der IEEE International Conference on Autonomic Computing (ICAC). Er ist auch Mitbegründer und gewählter Vorsitzender des Leitungsgremiums der neuen IEEE International Conference on Autonomic Computing and Self-Organizing Systems (ACSOS) – ein Zusammenschluss der IEEE International Conference on Autonomic Computing (ICAC) und der IEEE International Conference on Self-Adaptive and Self-Organizing Systems (SASO).
Kounev ist Mitglied der ACM, der IEEE und der Gesellschaft für Informatik.

## Werke (Auswahl)
- Samuel Kounev, Klaus-Dieter Lange, Jóakim von Kistowski: Systems Benchmarking - For Scientists and Engineers. Springer International Publishing, Basel,Switzerland 2020, ISBN 978-3-03041704-8.
- Samuel Kounev, Jeffrey O. Kephart, Aleksandar Milenkoski, Xiaoyun Zhu: Self-Aware Computing Systems. Springer International Publishing, Basel,Switzerland 2017, ISBN 978-3-319-47472-4.
- Software: Descartes Tool Chain.[10]

## Auszeichnungen (Auswahl)
- Best Paper Award at ACM/SPEC ICPE, 2019[11]
- Universitätsförderpreis der Mainfränkischen Wirtschaft, IHK Würzburg-Schweinfurt, 2018[12]
- Google-Research-Award, Google, 2015[13]
- SPEC Presidential Award for „Excellence in Research“, Standard Performance Evaluation Corporation (SPEC), 2014[14]
- ABB Research Grant, ABB Corporate Research, 2014[15]
- VMware Academic Research Award, VMware Inc., 2012[16]
- Best Paper Award at CLOSER, 2011[17]
- Best Paper Award at ICST SIMUTools, 2011[18]
- Emmy Noether Career Award, DFG, 2009[19]
- Best Paper Award at CMG, 2003[20]
- Best Paper Award at IEEE ISPASS, 2003[21]